# ATP Mumbai
Die Kingfisher Airlines Open Mumbai waren ein Herren-Tennisturnier in Asien, das zuletzt 2006 und 2007 in Mumbai im Freien auf Hartplatz ausgetragen wurde. Zuvor wurde es von 1996 bis 2004 in Shanghai und 2005 in Ho-Chi-Minh-Stadt ausgetragen.

## Geschichte
Die Veranstaltung wechselte in ihrer Geschichte mehrfach den Austragungsort innerhalb Asiens. Nach dem Turnier in Peking 1993 fand ab 1996 das zweite Profi-Tennisturnier Chinas in Shanghai statt. 2005 zog es für eine Ausgabe nach Ho-Chi-Minh-Stadt in Vietnam, ehe die letzten zwei Ausgaben in Mumbai ausgetragen wurden. Zur Saison 2008 sollte das Turnier in Bengaluru ausgetragen werden. Das Vorhaben wurde allerdings wegen Sicherheitsbedenken verworfen, sodass das Turnier eingestellt wurde. Die Lizenz ging an das Turnier in Kuala Lumpur. Das Event war stets Teil der International Series, die niedrigste Stufe innerhalb der ATP Tour.
Austragungsstätten waren in Shanghai das Xianxia Tennis Center, wo die ersten zwei Ausgaben noch in der Halle auf Teppich stattfanden, und in Ho-Chi-Minh-Stadt das Phú Thọ Indoor Stadium, wo man einmalig in der Halle auf Hartplatz spielte. In Mumbai wurde das Turnier im SLTA Signature Kingfisher Tennis Stadium wie alle anderen Ausgaben im Freien auf Hartplatz ausgetragen.
Von 2000 bis 2003 fand in Shanghai zeitgleich ein Turnier der Damen statt.

## Siegerliste

### Einzel
| Austragungsort    | Jahr | Sieger             | Finalgegner       | Finalergebnis     |
| ----------------- | ---- | ------------------ | ----------------- | ----------------- |
| Mumbai            | 2007 | Richard Gasquet    | Olivier Rochus    | 6:3, 6:4          |
| Mumbai            | 2006 | Dmitri Tursunow    | Tomáš Berdych     | 6:3, 3:6, 7:65    |
| Ho-Chi-Minh-Stadt | 2005 | Jonas Björkman     | Radek Štěpánek    | 6:3, 7:64         |
| Shanghai          | 2004 | Guillermo Cañas    | Lars Burgsmüller  | 6:1, 6:0          |
| Shanghai          | 2003 | Mark Philippoussis | Jiří Novák        | 6:2, 6:1          |
| Shanghai          | 2002 | nicht ausgetragen  | nicht ausgetragen | nicht ausgetragen |
| Shanghai          | 2001 | Rainer Schüttler   | Michel Kratochvil | 6:3, 6:4          |
| Shanghai          | 2000 | Magnus Norman (2)  | Sjeng Schalken    | 6:4, 4:6, 6:3     |
| Shanghai          | 1999 | Magnus Norman (1)  | Marcelo Ríos      | 2:6, 6:3, 7:5     |
| Shanghai          | 1998 | Michael Chang      | Goran Ivanišević  | 4:6, 6:1, 6:2     |
| Shanghai          | 1997 | Ján Krošlák        | Alexander Wolkow  | 6:2, 7:62         |
| Shanghai          | 1996 | Andrei Olchowski   | Mark Knowles      | 7:65, 6:2         |

### Doppel
| Austragungsort    | Jahr | Sieger                                 | Finalgegner                         | Finalergebnis     |
| ----------------- | ---- | -------------------------------------- | ----------------------------------- | ----------------- |
| Mumbai            | 2007 | Robert Lindstedt Jarkko Nieminen       | Rohan Bopanna Aisam-ul-Haq Qureshi  | 7:63, 7:65        |
| Mumbai            | 2006 | Mario Ančić Mahesh Bhupathi            | Rohan Bopanna Mustafa Ghouse        | 6:4, 6:76, [10:8] |
| Ho-Chi-Minh-Stadt | 2005 | Lars Burgsmüller Philipp Kohlschreiber | Ashley Fisher Robert Lindstedt      | 5:7, 6:4, 6:2     |
| Shanghai          | 2004 | Jared Palmer Pavel Vízner              | Rick Leach Brian MacPhie            | 4:6, 7:64, 7:611  |
| Shanghai          | 2003 | Wayne Arthurs Paul Hanley              | Zeng Shaoxuan Zhu Benqiang          | 6:2, 6:4          |
| Shanghai          | 2002 | nicht ausgetragen                      | nicht ausgetragen                   | nicht ausgetragen |
| Shanghai          | 2001 | Byron Black Thomas Shimada             | John-Laffnie de Jager Robbie Koenig | 6:2, 3:6, 7:5     |
| Shanghai          | 2000 | Paul Haarhuis Sjeng Schalken           | Petr Pála Pavel Vízner              | 6:2, 3:6, 6:4     |
| Shanghai          | 1999 | Sébastien Lareau Daniel Nestor         | Todd Woodbridge Mark Woodforde      | 7:5, 6:3          |
| Shanghai          | 1998 | Mahesh Bhupathi Leander Paes           | Todd Woodbridge Mark Woodforde      | 6:4, 6:7, 7:6     |
| Shanghai          | 1997 | Maks Mirny Kevin Ullyett               | Tomas Nydahl Stefano Pescosolido    | 7:6, 6:7, 7:5     |
| Shanghai          | 1996 | Mark Knowles Roger Smith               | Jim Grabb Michael Tebbutt           | 4:6, 6:2, 7:6     |